# Grammatophyllum stapeliiflorum
Grammatophyllum stapeliiflorum är en orkidéart som först beskrevs av Johannes Elias Teijsmann och Simon Binnendijk, och fick sitt nu gällande namn av Johannes Jacobus Smith. Grammatophyllum stapeliiflorum ingår i släktet Grammatophyllum och familjen orkidéer. Inga underarter finns listade i Catalogue of Life.

## Bildgalleri

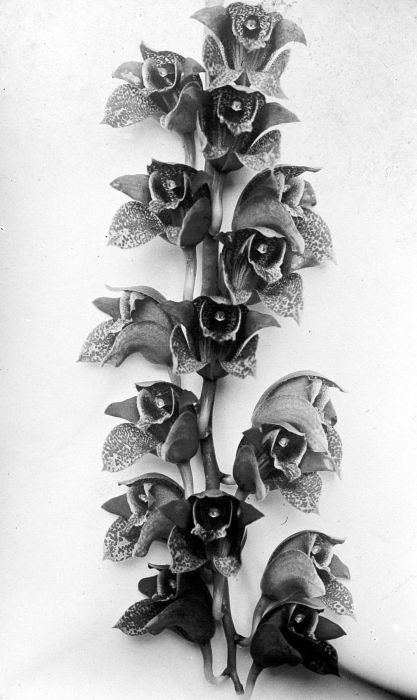